# Tom Clancy's The Division
Tom Clancy's The Division är ett MMO-actionrollspel utvecklat av Ubisoft Massive, Ubisoft Reflections och Ubisoft Red Storm och utgivet den 8 mars 2016 till Microsoft Windows, Playstation 4 och Xbox One.

## Handling
The Division är inspirerad av Operation Dark Winter och Directive 51, med verkliga händelser som "visade hur sårbara vi har blivit". 
Spelets berättelse skildrar en sjukdom som sprider sig på Black Friday och som orsakar att USA störtar samman under loppet av fem dagar. Spelaren är med i en grupp som kallas "Strategic Homeland Division (SHD)", med förkortningen "The Division". Gruppen bildades för att bekämpa hotet och göra vad som krävs för att "ta tillbaka staden" som berättas ett flertal gånger under spelets gång. Spelet har flera aktiviteter, den populäraste aktiviteten är det så kallade "Dark Zone" där man använder viss utrustning för att överleva vistelsen. Man kan bland annat utnyttja "PvP" Player versus player-läget, där folk kan plundra ens "Dark Zone"-ryggsäck. I ryggsäcken placeras allting man hittar under vistelsen, skulle man mot förmodan bli besegrad av en annan spelare så kan denne stjäla allting man hittat inom "Dark Zone"-området.